# Meldorffibulan
Meldorffibulan är en fibula som hittades vid Meldorf, Schleswig-Holstein 1979. Fyndomständigheterna är oklara, men förmodligen kommer den ur en brandgrav, troligen en kvinnas. På  typologiska grunder har fibulan daterats till ca. 50 e.Kr. Den bär eventuellt den äldsta runskrift man hittills hittat.

## Inskription
Inskriptionen, som återfinns på fibulans fot och är applicerad med punktteknik, är föremål för livlig debatt. Kontroversen handlar primärt om huruvida tecknen skall förstås som runor, protorunor eller latinska bokstäver. Fynd från Vimose – speciellt en kam med inskriften harja daterad till ca. 160 e.Kr. – anses allmänt som de äldsta runartefakterna som hittats hittills. Om inskriften på Meldorffibulan består av runor skulle det medföra stora konsekvenser för forskningsläget kring runskriftens ursprung och utveckling.

### Tolkning
Düwel & Gebühr (1981) föreslår att inskriptionen består av fyra runor, och läser (vänster till höger) hiwi, vilket de översätter till "för makan" eller "mater familias" ("familjemodern" enligt romersk modell - överhuvudet för släkten). Relaterade och belagda ord inkluderar: fornsaxiska och fornhögtyska hīwa, "maka"; fornsaxiska och fornhögtyska hīwiski, "familj"; fornsaxiska hīwian och fornhögtyska hīwan, "att gifta sig"; gotiska heiwa- i heiwa-frauja, "husbonde" eller "make".
Denna tolkning fick förnyad aktualitet efter upptäckten 1990 av Wijnaldum B, ett litet hängsmycke av guld med medelhavsursprung daterat till ca. 600 e.Kr., i Leeuwarden, Friesland. På baksidan finns en runinskrift som Looijenga (1997) och Düwel (2001) läser som hiwi, "för mater familias".
Odenstedt (1989) tolkar tecknen som latinska bokstäver och läser (höger till vänster) IDIN, vilket han tolkar som ett personnamn, kön obekant; om det är ett kvinnonamn "för Ida", om det är ett mansnamn "för Iddo". Seebold (1994) instämmer.
Mees (1997), liksom Düwel, tolkar tecknen som runor men läser istället (höger till vänster) iṛiḷi, vilket han översätter: "till erilen".
Andra möjliga läsningar inkluderar latinska nidi, runskrift eller latinsk irih, hiri, eller med runor iwih, iþih, hiþi.
Fibulan bevaras i Stiftung Schleswig-Holsteinische Landesmuseen, Gottorp, Schleswig-Holstein.